# Psammopolia wyatti
Psammopolia wyatti là một loài bướm đêm thuộc họ Noctuidae. It occurs từ miền nam Oregon tới quần đảo Queen Charlotte, British Columbia.
Adults fly over các bãi biển cát, bay về đêm và bị ánh đèn thu hút.
Con trưởng thành bay từ cuối tháng 5 đến đầu tháng 9.
Ấu trùng ăn Polygonum paronychia, Abronia latifolia, Tanacetum camphoratum và grass.